# 松江市消防本部
松江市消防本部（まつえししょうぼうほんぶ）は、島根県松江市の消防部局（消防本部）。

## 沿革
- 1949年　松江市消防本部を開設する。
- 1973年　八束郡の常備消防化を目的に、松江市・八束郡鹿島町・島根町・美保関町・東出雲町・八雲村・玉湯町・宍道町・八束町の1市7町1村で松江地区消防組合を設立する。
- 1989年　広域行政組織の効率的運用を目的に、消防・環境衛生・保健防疫事務を統合し、松江地区広域行政組合を設立する。
- 1995年1月17日　阪神・淡路大震災に人員28名と車両6台の応援隊を派遣。
- 1996年3月22日　緊急消防援助隊の参加のための特別救助隊創設を踏まえて救助工作車Ⅲ型と支援車を購入。
- 2005年　松江市・鹿島町・島根町・美保関町・八雲村・玉湯町・宍道町・八束町が新設合併し、新・松江市が発足する。松江地区広域行政組合が解散し、松江市消防本部を開設する。
- 2007年4月1日　国の指定により高度救助隊を設置。
- 2010年4月1日　国際消防救助隊に隊員6名を登録。
- 2011年　東出雲町を松江市に編入し、常備消防事務委託廃止。
- 2011年3月12日　東北地方太平洋沖地震に伴う東日本大震災に対して消防庁の派遣要請を受けて、宮城県仙台市に緊急消防援助隊を派遣。
- 2012年1月5日　高度救助隊の愛称募集を行い、「スーパーレスキュー松江」に決定した。
- 2014年8月21日　平成26年8月豪雨による広島市の土砂災害に対して消防庁の派遣要請を受けて、広島県広島市に緊急消防援助隊を派遣。

## 組織
- 本部 - 消防総務課、予防課、警防課、救急室、通信指令課
- 消防署 - 消防一課、消防二課

## 主力機械
- 主力機械（2015年4月1日現在）
  - 普通消防ポンプ自動車：10
  - 水槽付消防ポンプ自動車：4
  - はしご付消防自動車：2　30M級2台
  - 化学消防自動車：2
  - 高規格救急自動車：14　2B車1台
  - 救助工作車：2　II型1台・III型1台
  - 指揮車：3
  - 司令車：1
  - 救急業務車：1
  - 人員輸送車：1
  - 支援車：1
  - 重機及び重機搬送車：1
  - 資機材搬送車：2
  - 災害救援車：1
  - 特殊災害対策車：1
  - 水槽車：1
  - 防火広報車：2
  - 広報車：1
  - 予防業務車：1
  - 査察車：3
  - 作業車：1
  - 消防団広報車：1
  - 緊急消防自動二輪車：2

## 消防署
| 消防署   | 住所                | 分署                                                        | 出張所                                                   |
| -------- | ------------------- | ----------------------------------------------------------- | -------------------------------------------------------- |
| 北消防署 | 松江市学園南1-17-3  | 東部：松江市美保関町下宇部尾1160 北部：松江市西長江町       | 秋鹿：松江市秋鹿町5495-2 鹿島：松江市鹿島町佐陀本郷701-3 |
| 南消防署 | 松江市矢田町250-199 | 南部：松江市八雲町東岩坂369-1 西部：松江市宍道町佐々布295-5 | 湖南：松江市乃白町32-6                                   |